# Christian Baron

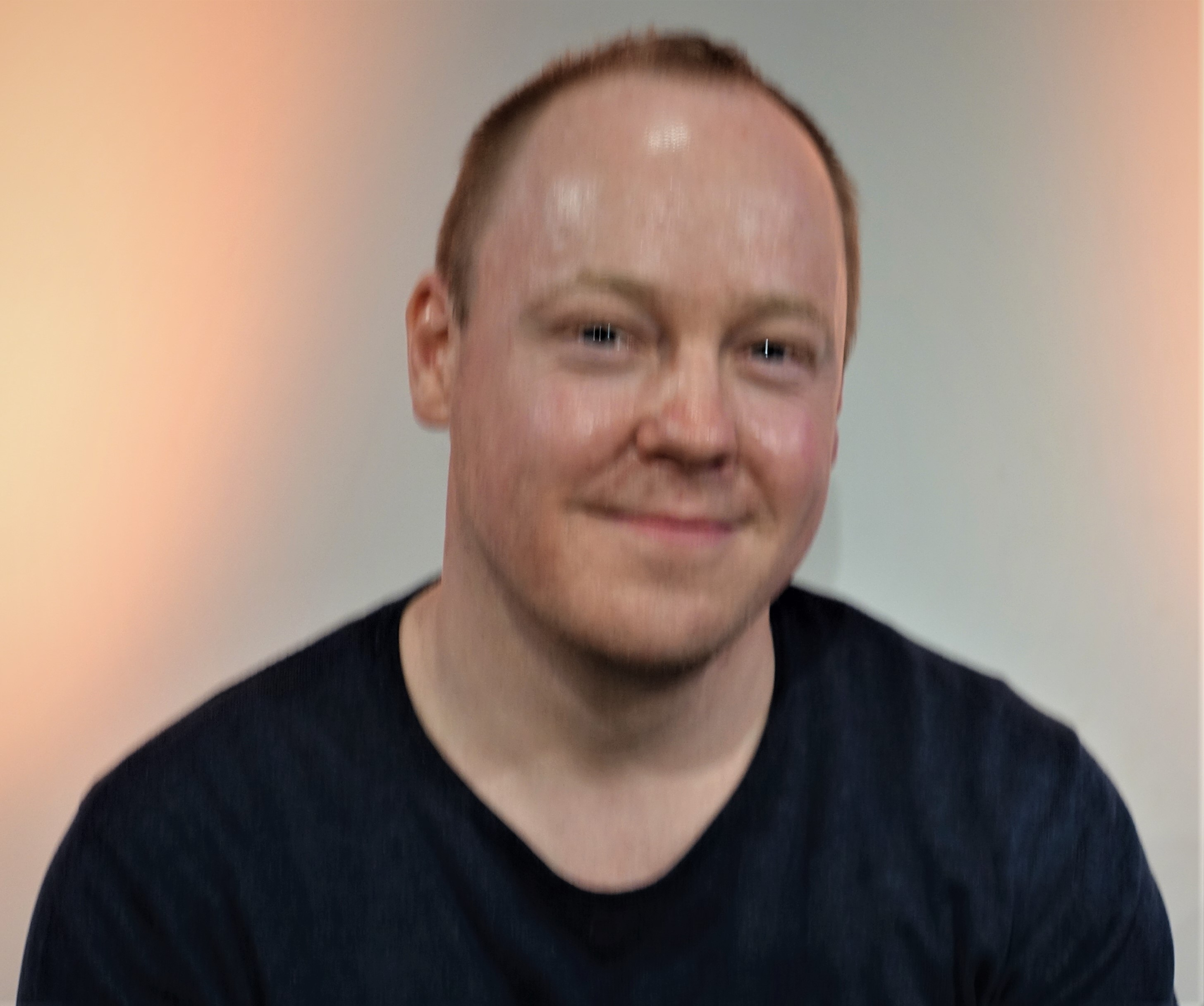
Christian Baron (2023)

Christian Baron (Aussprache [ˈbaːron]; * 27. Mai 1985 in Kaiserslautern) ist ein deutscher Journalist und Schriftsteller.

## Leben
Christian Baron wurde als Sohn von Hans und Marianne Baron geboren und wuchs mit drei Geschwistern, einem Bruder und zwei Schwestern, in einfachen Verhältnissen in unmittelbarer Nähe des Messeplatzes in Kaiserslautern auf. Sein Vater, ein Möbelpacker, arbeitete laut Baron im Bereich der Erwerbsarmut. Christian Barons Tante ermutigte ihn, als Sportreporter für die Lokalzeitung Rheinpfalz zu schreiben. Baron studierte Politikwissenschaft, Soziologie und Germanistik in Trier. Er trat in die SPD ein und engagierte sich bei den Jusos, wurde jedoch von Gerhard Schröders Agenda-Politik enttäuscht. In den Jahren 2014 bis 2018 war er Redakteur beim Neuen Deutschland, wo er im Feuilleton verantwortlich fürs Theater war, danach wurde er Politikredakteur der Wochenzeitung Der Freitag. Baron ist verheiratet und lebt in Berlin.

## Werke
Im Jahr 2012 erschien seine mit Britta Steinwachs verfasste Studie Faul, frech, dreist. Die Diskriminierung von Erwerbslosigkeit durch BILD-Leser*innen. 2016 schrieb er das autobiographisch motivierte Sachbuch Proleten, Pöbel, Parasiten. Warum die Linken die Arbeiter verachten, dem 2020 mit Ein Mann seiner Klasse ein autobiographischer Roman folgte. Im Jahr 2021 gab Baron zusammen mit Maria Barankow den Sammelband Klasse und Kampf heraus. 2022 folgte mit Schön ist die Nacht ein weiterer Roman. Hierin schreibt er über das Leben der Generation seiner Großeltern, wobei er das Leben seiner Verwandten fiktional verarbeitet. Mit Drei Schwestern erschien der dritte Band der Kaiserslauterer Trilogie.

### Proleten, Pöbel, Parasiten(2016)
Baron beklagt darin eine in den letzten Jahrzehnten zunehmend entstandene Entfremdung zwischen Arbeitern sowie sich als links verstehenden Personen und Gruppen, insbesondere mit akademischem Hintergrund. Anstatt sich mit den Arbeitern, die in der linken Tradition lange das vorherrschende politische Subjekt bildeten, zu solidarisieren, habe eine zunehmende Vernachlässigung, ja teils Verachtung der Arbeiterklasse stattgefunden. Anhand zahlreicher (oftmals vom Autor selbst erlebter) Beispiele (etwa Vornamen, Wohnviertel oder Kleidungs- und Essgewohnheiten) schildert Baron, dass auch innerhalb der Linken mit abwertender Haltung gegenüber unteren Schichten gesprochen werde.
In Diskussionen innerhalb des linken Lagers, insbesondere an den Universitäten, hätten es Arbeiterkinder schwer, gegenüber Kindern aus bürgerlichem Elternhaus Anerkennung und Gehör zu finden. Kinder aus Arbeiterhaushalten würden „in linken Gruppen sozial sanktioniert, wenn sie mit dem gebildeten Gehabe nicht mithalten“ könnten. Baron kritisiert, dass marginalisierte Gruppen wie Arbeitslose „eine abstrakte Referenzgruppe“ seien, mit deren Lebensrealität sich die Linke nicht oder zu wenig auseinandersetze. Konflikte hätten sich für Baron auch dadurch ergeben, dass sein „von Alltagsbeobachtungen und eigenem Erleben in der Familie angeeignetes Verständnis von Arbeiterklasse nicht jenem entsprach, das diese Linken in ihren staubigen Büchern gefunden und auswendig gelernt hatten.“ Für deutsche Universitäten konstatiert Baron ein Karrieredenken, dem sich auch sich selbst als links bezeichnende Akademiker unterworfen hätten.
Baron bilanziert am Ende des Buches, dass Linke „zum Opfer jenes Erfolges geworden“ seien, „den sie sich haben einreden lassen. Bewegungs- und Parteilinke haben nach dem Jahr 1989 ernsthaft geglaubt, dass es keine sozialen Klassen mehr gebe. Also konzentrierten sie sich auf identitätspolitische Themen wie die Gleichstellung der Geschlechter oder die Akzeptanz von Homo- und Transsexualität. Sie begannen, Vorurteile zu bekämpfen, und vergaßen dabei, gegen das vorzugehen, was sie hervorbringt.“ Für den Erfolg der AfD macht Baron auch Linke mitverantwortlich, da sie den Arbeitern „zu lange keine politische Stimme mehr verliehen“ hätten.

### Ein Mann seiner Klasse(2020)
Für eine Freitag-Sonderausgabe zum Internationalen Frauentag 2019, die nur von Männern gestaltet werden sollte, veröffentlichte Baron einen autobiographischen Essay über die Gewalt seines alkoholabhängigen Vaters gegen seine Mutter. Er trägt die Überschrift Ein Mann seiner Klasse. Daraufhin schlug ihm die Literaturagentin Franziska Günther vor, ein Buch über seine Kindheit zu schreiben. Im Jahr 2020 veröffentlichte er seine gleichnamige autosoziobiografische Erzählung. Barons Buch kam auf die Spiegel-Bestsellerliste, erhielt zahlreiche Rezensionen und erschien als Hörbuch. Das Echo der Literaturkritik war gemischt. Barons Buch wurde mit Werken der französischen Schriftsteller Didier Eribon, Edouard Louis und Annie Ernaux verglichen.
Die Theaterinszenierung des Texts von Lukas Holzhausen am Schauspiel Hannover wurde im Jahr 2022 zum Berliner Theatertreffen eingeladen. Im Jahr 2024 wurde der Roman vom  SWR für die ARD verfilmt. Die Premiere erfolgte im Juli 2024 auf dem Filmfest München, eine weitere Aufführung erfolgte Mitte September 2024 in Kaiserslautern.

## Politisches Engagement
Im Jahr 2021 unterstütze Baron das Bürgerbegehren zur Wiederbelebung des Trierer Jugend- und Jugendkulturzentrums Exzellenzhaus (kurz: eXhaus) des Aktionsbündnis eXhaus bleibt!
Christian Baron ist Erstunterzeichner der von Sahra Wagenknecht und Alice Schwarzer initiierten Petition Manifest für Frieden, die im Zuge des Russischen Überfalls auf die Ukraine zu Diplomatie, Verhandlungen und humanitäre Hilfe aufruft, und gegen „eskalierende Waffenlieferungen“ an die Ukraine.

## Auszeichnungen
- 2020: Klaus-Michael Kühne-Preis für Ein Mann seiner Klasse[22]
- 2021: Literaturpreis Aufstieg durch Bildung der noon Foundation, Mannheim, für Ein Mann seiner Klasse[23][24]
- 2023: Tübinger Poetik-Dozentur

## Veröffentlichungen (Auswahl)
- Vom Ende der Solidarität. Sozialdemokratische Strategien gegen Jugendarbeitslosigkeit in Großbritannien und Deutschland. Tectum Verlag, Marburg 2010, ISBN 978-3-8288-2351-8.
- mit Britta Steinwachs: Faul, frech, dreist. Die Diskriminierung von Erwerbslosigkeit durch BILD-Leser*innen. edition assemble, Münster 2012, ISBN 978-3-942885-18-8.
- Proleten, Pöbel, Parasiten. Warum die Linken die Arbeiter verachten. Das Neue Berlin Verlag, Berlin 2016, ISBN 978-3-360-01311-8.
- Ein Mann seiner Klasse. Autobiografie. Claassen Verlag, Berlin 2020, ISBN 978-3-546-10000-7.
- mit Maria Barankow (Hrsg.): Klasse und Kampf. Claassen Verlag, Berlin 2021, ISBN 978-3-546-10025-0.
- Schön ist die Nacht. Claassen Verlag, Berlin 2022, ISBN 978-3-546-10026-7.
- Armut. In: Wolfgang M. Schmitt und Ann-Kristin Tlusty (Hrsg.): Selbst Schuld! Carl Hanser Verlag, München 2024, ISBN 978-3-446-28130-1, S. 47–66.
- mit Édouard Louis: Um sein Leben schreiben. Texte zu Herkunft und Zukunft, Tübinger Poetik Dozentur 2023, Künzelsau: Swiridoff 2024, ISBN 978-3-899-29461-3.
- Drei Schwestern. Claassen Verlag, Berlin 2025, ISBN 978-3-546-10070-0.